# Benedetto Coda
Benedetto Coda (Trévise, vers 1492 - Rimini, après 1533 ) est un peintre italien de la Renaissance actif principalement Rimini.

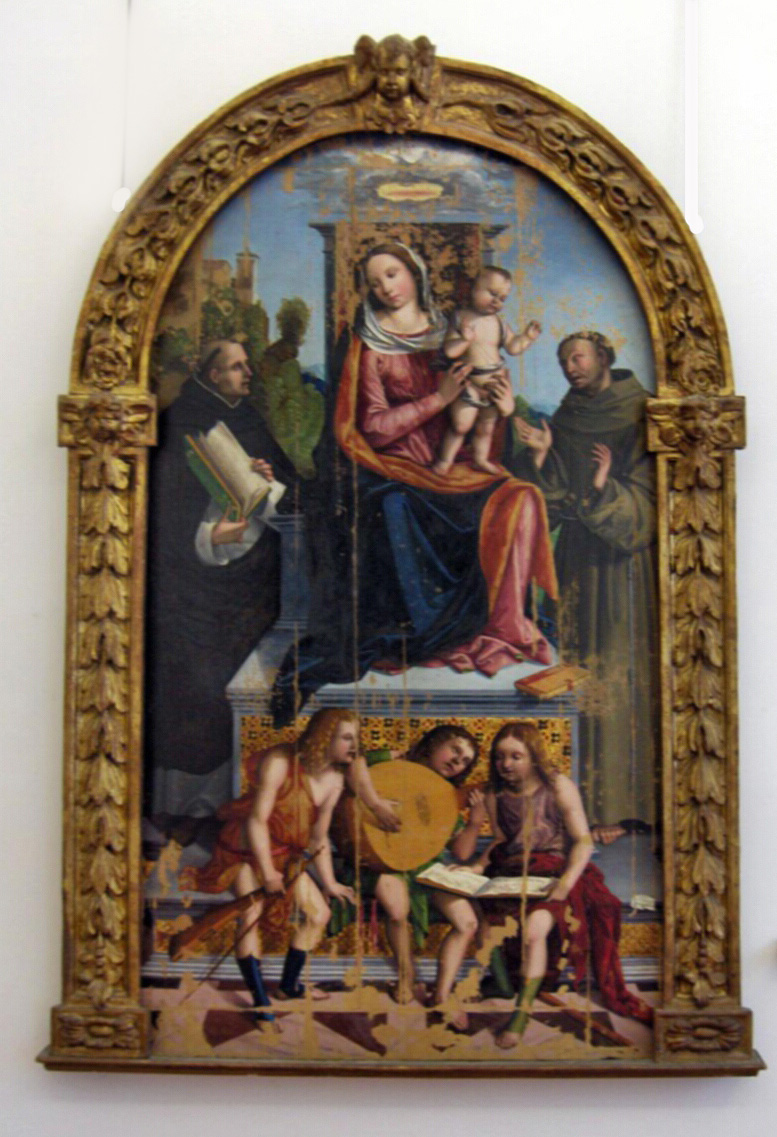
Vierge à l'Enfant et saints
Musée de Rimini, Italie

## Biographie
Benedetto Coda est né à Trevise, Vasari écrit qu'il s'est formé auprès de Giovanni Bellini. 
Il demeure brièvement à Ferrare avant de se rendre à Rimini dans les années 1490.
Ses œuvres s'inspirent peu de l'école vénitienne et se rapprochent du style de Francesco Raibolini, dit Francesco Francia avec quelques influences de l'école ombrienne.
En dehors de son activité à Rimini, il a également travaillé en Romagne et dans les Marches (Faenza, Ravenne, Cesena, Pennabilli, Pesaro et Urbino), dans de nombreux cas, avec ses fils (Bartolomeo, Francesco et Raffaele).
Il est élu membre du conseil de la ville. Quand il est mort en 1535, son atelier est repris par son fils Bartolomeo.